# MTV Europe Music Awards 2005

Logo der MTV Europe Music Awards 2005

Die 12. MTV Europe Music Awards fanden am 3. November 2005 in Lissabon in Portugal statt. Sacha Baron Cohen alias Borat Sagdiyev moderierte die Show, die im Pavilhão Atlântico stattfand.

## Best Group
- The Black Eyed Peas
- Coldplay
- Gorillaz
- Green Day
- U2

## Best Song
- Speed of Sound – Coldplay
- You're Beautiful – James Blunt
- Signs – Snoop Dogg feat. Justin Timberlake
- Galvanize – The Chemical Brothers

## Best Female
- Alicia Keys
- Gwen Stefani
- Mariah Carey
- Missy Elliott
- Shakira

## Best Male
- 50 Cent
- Eminem
- Moby
- Robbie Williams
- Snoop Dogg

## Best Hip-Hop
- 50 Cent
- Akon
- Kanye West
- Missy Elliott
- Snoop Dogg

## Best New Act
- Akon
- Daniel Powter
- James Blunt
- Kaiser Chiefs
- Rihanna

## Best R&B
- Alicia Keys
- John Legend
- Mariah Carey
- Mario
- Usher

## Best Album
- X & Y – Coldplay
- American Idiot – Green Day
- Love. Angel. Music. Baby. – Gwen Stefani
- Fijación Oral Vol. 1 – Shakira
- How to Dismantle an Atomic Bomb – U2

## Best Alternative
- Beck
- Bloc Party
- Goldfrapp
- System of a Down
- White Stripes

## Best Rock
- Coldplay
- Foo Fighters
- Franz Ferdinand
- Green Day
- U2

## Best Pop
- The Black Eyed Peas
- Gorillaz
- Gwen Stefani
- Robbie Williams
- Shakira

## Best Video
- Feel Good Inc. – Gorillaz
- What You Waiting For – Gwen Stefani
- Keine Lust – Rammstein
- Believe – The Chemical Brothers

## Best German Act
- Beatsteaks
- Fettes Brot
- Rammstein
- Silbermond
- Wir sind Helden

## Best UK and Ireland Act
- James Blunt
- Coldplay
- Gorillaz
- Kaiser Chiefs
- Stereophonics

## Best Danish Act
- Carpark North
- Mew
- Nephew
- Nik & Jay
- The Raveonettes

## Best Finnish Act
- The 69 Eyes
- Apocalyptica
- HIM
- Nightwish
- The Rasmus

## Best Norwegian Act
- Ane Brun
- Thomas Dybdahl
- Marion Raven
- Röyksopp
- Turbonegro

## Best Swedish Act
- The Hellacopters
- Kent
- Moneybrother
- Timbuktu
- Christian Walz

## Best Italian Act
- Giorgia
- Negramaro
- Negrita
- Laura Pausini
- Francesco Renga

## Best Dutch and Belgian Act
- Anouk
- Kane
- Gabriel Ríos
- Soulwax
- Within Temptation

## Best French Act
- Amel Bent
- Kyo
- Raphaël
- Sinik
- Superbus

## Best Polish Act
- Abradab
- Monika Brodka
- Sidney Polak
- Sistars
- Zakopower

## Best Spanish Act
- Amaral
- El Canto del Loco
- El Sueño de Morfeo
- Melendi
- Pereza

## Best Russian Act
- Dima Bilan
- Nu Virgos
- Uma2rman
- Vyacheslav Butusov
- Zemfira

## Best Romanian Act
- Akcent
- DJ Project
- Morandi
- Paraziții
- Voltaj

## Best Portuguese Act
- Blasted Mechanism
- Boss AC
- Da Weasel
- The Gift
- Humanos

## Best Adriatic Act
- Leeloojamais
- Leut Magnetik
- Massimo
- Siddharta
- Urban&4

## Best African Act
- 2 Face Idibia
- Kaysha
- Kleptomaniax
- 02
- Zamajobe